# شمشاد ليموني الأوراق
شمشاد ليموني الأوراق أو شمشير ليموني الأوراق (الاسم العلمي:Buxus citrifolia) هو نوع من النباتات يتبع جنس الشمشاد من الفصيلة الشمشادية.